# Luis Muriel
Luis Muriel Fernando Fruto (Santo Tomás, 16 april 1991) is een Colombiaans voetballer die doorgaans als aanvaller speelt. Hij Atalanta Bergamo in januari 2024 voor Orlando City. Muriel speelde van 2012 tot 2022 in het Colombiaans voetbalelftal.

## Clubcarrière

### Deportivo Cali
Muriel speelde in de jeugd in Colombia bij Atlético Junior en Deportivo Cali, waar hij in 2009 doorstroomde in 2009 vanuit de jeugd naar het eerste van Deportivo Cali. Hiervoor maakte hij in elf wedstrijden negen doelpunten in de Categoría Primera A.

### Udinese
Udinese haalde de toen negentienjarige Muriel op 22 juni 2010 naar de Italië. De club verhuurde hem meteen aan achtereenvolgens Granada en US Lecce. Bij Granada, in de tweede Spaanse competitie, speelde hij slechts zeven wedstrijden. Bij Lecce ging het een stuk beter. Daar scoorde hij zeven doelpunten in 29 wedstrijden in de Serie A. Udinese gaf Muriel in 2012 een kans in eigen gelederen en verlengde op 12 september 2012 zijn contract tot medio 2017. Het lukte hem in de daaropvolgende seizoenen niet om een vaste basisplaats te veroveren. Hij kwam in tweeënhalf seizoen tot 65 wedstrijden, waarin hij negentien keer scoorde.

### Sampdoria
In de winter van 2015 verhuurde Udinese zowel hem als Andrea Coda voor een half jaar aan UC Sampdoria, dat daarbij een verplichting tot definitieve overname van beide spelers aanging. Zodoende tekende hij een contract waarmee hij zich tot medio 2019 verbond aan de club. Hij vertrok in de zomer van 2017 bij Sampdoria, waar hij 84 wedstrijden speelde. Daarin maakte hij 24 goals.

### Sevilla
Voor de tweede keer in zijn carrière vertrok Muriel naar Spanje. Sevilla betaalde 20.000.000 euro voor de spits, die in zijn eerste seizoen negen keer scoorde. Het seizoen erop stond hij in de pikorde achter Wissam Ben Yedder, Quincy Promes en André Silva. In de winter werd hij daarom van de hand gedaan. Bij Sevilla kwam hij  tot 65 wedstrijden en 13 goals.

### Fiorentina
Voor de rest van het seizoen 2018/19 stond Muriel onder contract bij Fiorentina. In 23 wedstrijden kwam hij tot negen goals, maar door een nieuw bestuur dat in de zomer aan het roer kwam bij Fiorentina werd Muriel niet definitief overgenomen.

### Atalanta Bergamo
Voor 18.000.000 euro nam Atalanta Bergamo de spits over van Sevilla. Daar genoot Muriel zijn beste seizoen in zijn carrière. Als supersub voor landgenoot Duván Zapata en Josip Iličić kwam Muriel tot negentien doelpunten in 41 wedstrijden. Bovendien reikte hij met Atalanta tot de kwartfinales van de Champions League. Daar werden ze uitgeschakeld door Paris Saint-Germain, dat in de blessuretijd een 1-0 achterstand omdraaide in een 2-1 overwinning. Het jaar erop was hij nog productiever: hij scoorde 22 competitiedoelpunten. Alleen Cristiano Ronaldo (29) en Romelu Lukaku (24) scoorden dat seizoen meer. In alle competities kwam Muriel tot 26 wedstrijden. De seizoenen erna speelde en scoorde Muriel steeds wat minder. In totaal speelde Muriel vierenhalf jaar voor Atalanta, waarin hij goed was voor 184 wedstrijden, 68 goals en 28 assists. 

### Orlando City
In de winter van 2024 vertrok Muriel uit Europa en tekende hij een contract voor drie seizoen bij het Amerikaanse Orlando City. 

## Clubstatistieken
| Seizoen | Club             | Competitie          | Competitie | Competitie | Beker | Beker | Internationaal | Internationaal | Totaal | Totaal |
| Seizoen | Club             | Competitie          | Wed.       | Dlp.       | Wed.  | Dlp.  | Wed.           | Dlp.           | Wed.   | Dlp.   |
| ------- | ---------------- | ------------------- | ---------- | ---------- | ----- | ----- | -------------- | -------------- | ------ | ------ |
| 2009    | Deportivo Cali   | Categoría Primera A | 1          | 0          | 0     | 0     | —              | —              | 1      | 0      |
| 2010    | Deportivo Cali   | Categoría Primera A | 10         | 9          | 0     | 0     | —              | —              | 10     | 9      |
| 2010/11 | → Granada CF     | Segunda Division    | 7          | 0          | 2     | 0     | —              | —              | 9      | 0      |
| 2011/12 | → US Lecce       | Serie A             | 29         | 7          | 0     | 0     | —              | —              | 29     | 7      |
| 2012/13 | Udinese          | Serie A             | 22         | 11         | 1     | 0     | —              | —              | 23     | 11     |
| 2013/14 | Udinese          | Serie A             | 24         | 4          | 3     | 2     | 4              | 2              | 31     | 8      |
| 2014/15 | Udinese          | Serie A             | 11         | 0          | 0     | 0     | —              | —              | 11     | 0      |
| 2014/15 | UC Sampdoria     | Serie A             | 16         | 4          | 0     | 0     | —              | —              | 16     | 4      |
| 2015/16 | UC Sampdoria     | Serie A             | 32         | 6          | 1     | 0     | 2              | 1              | 35     | 7      |
| 2016/17 | UC Sampdoria     | Serie A             | 31         | 11         | 2     | 2     | —              | —              | 33     | 13     |
| 2017/18 | Sevilla          | Primera Division    | 29         | 7          | 9     | 2     | 8              | 0              | 46     | 9      |
| 2018/19 | Sevilla          | Primera Division    | 6          | 1          | 3     | 0     | 10             | 3              | 19     | 4      |
| 2018/19 | → Fiorentina     | Serie A             | 19         | 6          | 4     | 3     | 0              | 0              | 23     | 9      |
| 2019/20 | Atalanta Bergamo | Serie A             | 34         | 18         | 1     | 0     | 6              | 1              | 41     | 19     |
| 2020/21 | Atalanta Bergamo | Serie A             | 36         | 22         | 5     | 1     | 7              | 3              | 48     | 26     |
| 2021/22 | Atalanta Bergamo | Serie A             | 27         | 9          | 2     | 1     | 10             | 4              | 39     | 14     |
| 2022/23 | Atalanta Bergamo | Serie A             | 29         | 3          | 2     | 0     | 0              | 0              | 31     | 3      |
| 2023/24 | Atalanta Bergamo | Serie A             | 18         | 2          | 2     | 0     | 5              | 4              | 25     | 6      |
| 2024    | Orlando City     | MLS                 | 6          | 0          | 0     | 0     | 3              | 0              | 9      | 0      |
| Totaal  | Totaal           | Totaal              | 387        | 120        | 37    | 11    | 55             | 18             | 479    | 147    |

Bijgewerkt t/m 19 april 2024.

## Interlandcarrière
Muriel scoorde op het WK –20 van 2011 vier keer in vijf wedstrijden voor Colombia –20. Hij debuteerde op 28 maart 2012 in het Colombiaans voetbalelftal, in een oefeninterland tegen Guyana. Colombia won met 7-1. Op 7 februari 2013 maakte hij een (kop)doelpunt voor Colombia in een oefenwedstrijd tegen Guatemala, op aangeven van Carlos Bacca.
Bondscoach José Pékerman nam Muriel mee naar het WK 2018 in Rusland. Daar begon Colombia met een nederlaag tegen Japan (1-2), waarna de ploeg in de resterende twee groepswedstrijden te sterk was voor Polen (3-0) en Senegal (1-0). In de achtste finales werden de Colombianen na strafschoppen uitgeschakeld door Engeland (3-4), nadat beide teams in de reguliere speeltijd waren bleven steken op 1-1. Hij kwam in twee duels in actie voor zijn vaderland.
Bondscoach Carlos Queiroz nam Muriel een jaar later mee naar de Copa América 2019. Hij begon als basisspeler aan het toernooi, maar viel na veertien minuten in de eerste groepswedstrijd uit met een knieblessure. Die kostte hem ook de rest van het toernooi. Op 25 maart 2022 speelde Muriel zijn 45'ste en laatste interland voor Colombia.
1 Ospina ·
2 Zapata ·
3 Murillo ·
4 Arias ·
5 Barrios ·
6 Sánchez ·
7 Bacca ·
8 Aguilar ·
9 Falcao  ·
10 Rodríguez ·
11 J. Cuadrado ·
12 Vargas ·
13 Mina ·
14 Muriel ·
15 Uribe ·
16 Lerma ·
17 Mojica ·
18 Díaz ·
19 Borja ·
20 Quintero ·
21 Izquierdo ·
22 J.F. Cuadrado ·
23 Sánchez ·
Coach: Pékerman